# Löffelhorn
Le Löffelhorn est un sommet des Alpes bernoises, en Suisse, situé à la frontière entre les cantons de Berne et du Valais, culminant à 3 095 m.
Avec notamment l'Oberaarrothorn à l'ouest et le Sidelhorn à l'est, le Löffelhorn fait partie de l'Aargrat, une crête qui domine, au sud, la vallée du Rhône à la hauteur de la commune de Münster et, au nord, le glacier de l'Oberaar et le lac de l'Oberaar.